# Городнянська сотня
Городнянська сотня — військово-адміністративна одиниця Чернігівського полку Гетьманщини.

## Історія
Створена у 1672 р. з ініціативи гетьмана Івана Самойловича під час адміністративної реформи Лівобережної України як адміністративна одиниця Чернігівського полку. Виділена із Седнівської сотні. Протягом всього часу існування перебувала у складі Чернігівського полку. Ліквідована 1782 p., а адміністративна територія включена до Чернігівського намісництва.
Сотенний центр: містечко Городня, тепер — районний центр Чернігівської області. До 1648 р. Городня — центр Городнянської волості (округу) Чернігівського повіту Чернігівського воєводства.

## Сотники
- Романів Грицько (1672)
- Войцехович Іван Богданович (1672)
- Півень Василь (1690)
- Герасим (1691)
- Стахович Андрій (1691–1699)
- Стахович Василь (1700–1715)
- Жданович Яків (1717–1726)
- Холодович Самійло (1725, н.)
- Войцехович Іван (1728)
- Молявка Федір Іванович (1729–1738)
- Лемешовський Петро (1734, н.)
- Войцехович Андрій (1742)
- Молявка Григорій Федорович (1744)
- Пирятинський Іван (1748)
- Серафимович Леонтій (1739, н.; 1751)
- Стахович Іван (1755–1761)
- Дубовик Григорій Корнилійович (1759–1767)
- Красовський Іван Дмитрович (1770)
- Харченко Никифор (1771–1779).

## Територія
На території сотні розташовувалося 43 населені пункти:
1 містечко — Городня
34 села — с. Андріївка. с.Бирилівка, с. Бурівка, с. Бутівка, с.Ваганичі, с.Вихвостів, с.Владимирка, с.Гніздище, с.Деревини, с.Дроздовиця, с.Дубровне, с.Жабчичі, с. Івашкове, с.Ільмівка, с. Кашпурівка, с. Кузнеці, с. Куликівка, с.Кусеї, с. Лемешівка, с. Листвин, с.Ловинь, с.Мощенка, с.Невкля, с.Овтуничі, с. Олександрівка; с.Перепис, с.Саланівка, с.Пекурівка, с. Семківка, с.Смички, с. Старосілля, с.Тупичів, с.Хоробичі, с.Хотивль,
6 слобод — Деханівка слобода; Жабчицька слобода; Калинівка слобідка; Листвинська слобода; Півнева слобода; Смяч слобода;
2 хутори — Гніздиський хутір; Півневський хутір;
В описі 1769 р. додано села Бичацьке, Будище, Гутиця, Сутки і Хрипівці.
На заході сотня межувала з Роїською сотнею, на сході з Седнівською сотнею.

## Господарство
На території сотні працювало:
2 млина — Гасічевий млин; Довга Гребля млин;
3 гути — Нова гута; Новосвятська гута; Олександрівська гута;
4 рудні — Переїздинська рудня; Політичинська рудня; Свяцька рудня; Суховирська
рудня
Папірня бунчукового товариша Костянтина Лизогуба.